# 香取市立東大戸小学校
香取市立東大戸小学校（かとりしりつ ひがしおおとしょうがっこう）は、千葉県香取市大戸にある市立小学校。

## 概要
香取市の大戸、大戸川、森戸、新寺、山之辺、片野、上小川、関、石納（こくのう）、昭和町、飯島、川尻の旧東大戸村を学区とする。
石納、昭和町、飯島、川尻地区の4年生までは石納分校に通っていたが、生徒減少により2006年（平成18年）閉校となった。
創立記念日は10月21日。

## 沿革
- 1876年（明治9年）6月 - 石納小学校が開校。
- 1876年（明治9年）10月21日 - 公立大戸小学校として地福寺を仮校舎として開校。
- 1880年（明治13年） - 大戸川、森戸の両小学校を合併。
- 1887年（明治20年） - 大戸尋常小学校と改称。
- 1890年（明治23年） - 現位置に移転。
- 1913年（大正2年）5月16日 - 火災のため一部を残し焼失。
- 1914年（大正3年）3月19日 - 新校舎完成。石納尋常小学校を合併して東大戸尋常小学校とし、多田島に分教場をおく。
- 1941年（昭和16年） - 学校令の改正により東大戸国民学校に改称。
- 1947年（昭和22年） - 6･3制の実施により東大戸小学校と改称。
- 1965年（昭和30年） - 石納分校を川尻に移転、校舎落成。
- 2006年（平成18年）3月 - 石納分校を閉校。